# Pau Torres Riba
Pau Torres Riba (Capellades, 4 de juny de 1987) és un futbolista professional català que juga com a porter pel CE Atlètic Lleida.

## Carrera de club
Torres es va formar al planter del FC Barcelona, on va jugar amb els equips C i B a la Tercera Divisió.
El 14 de juliol de 2008 Torres va fitxar pel Terrassa FC de la Segona Divisió B. Va continuar jugant a la mateixa categoria durant diverses temporades, amb la UE Sant Andreu, CD San Roque de Lepe, AD Ceuta i Lleida Esportiu.
El 17 de juny de 2015, després de tres temporades com a titular indiscutible a Lleida, Torres va signar un contracte per un any amb el Deportivo Alavés de Segona Divisió. Va debutar com a professional el 19 de març de l'any següent, mantenint la porteria a zero en un empat a zero a casa contra el CD Lugo.
Suplent de Fernando Pacheco, Torres només va jugar dos partits de lliga durant la temporada, en què l'equip va ascendir a La Liga després de deu anys. El 27 de juny de 2016, va rescindir el seu contracte i en va signar un per dos anys amb el Reial Valladolid el 8 de juliol.
Un any més tard, Torres va signar un contracte de dos anys amb el FC Cartagena de la tercera divisió, i va ajudar l'equip a guanyar el seu grup, tot i que van perdre l'ascens amb una derrota per 1-0 a la final dels play-offs contra l'Extremadura UD el juny de 2018. L'agost d'aquell any va tornar a Lleida.

## Palmarès
Alavés
- Segona Divisió: 2015–16